# Consejo General de Formación Profesional
El Consejo General de Formación Profesional (CGFP) es un órgano consultivo de participación y asesoramiento al Gobierno de España en materia de formación profesional. Fue creado por la Ley 1/1986, de 7 de enero. Se adscribe al Ministerio de Educación y Formación Profesional a través de la Secretaría General de Formación Profesional.
Tiene una composición tripartita, participando en él las organizaciones empresariales, las organizaciones sindicales y las Administraciones Públicas (Administración General del Estado y comunidades autónomas).
Entre las competencias del Consejo General de Formación Profesional está elaborar y proponer al Gobierno, que deberá aprobarlo, el Programa Nacional de Formación Profesional. También debe controlar su ejecución evaluando y realizando el seguimiento de las acciones que se desarrollen, así como proponer su actualización cuando fuera necesario.

## INCUAL
El Instituto Nacional de las Cualificaciones (INCUAL), es el órgano técnico de apoyo al Consejo General de la Formación Profesional responsable de definir, elaborar y mantener actualizado el Catálogo Nacional de Cualificaciones Profesionales.